# 村山一海
村山 一海（むらやま かずうみ、1951年6月17日 - ）はロックンロールバンド「クールス（COOLS）」のボーカリスト。京都府綾部市出身。血液型はB型。

## 人物
1974年12月、現在俳優の舘ひろしらとともに、東京原宿において、モーターサイクルチーム「クールス（COOLS）」を結成。その後、矢沢永吉率いるキャロルの親衛隊を経て、チームのメンバーのうち8名で同名のロックンロールバンドでデビュー。現在もクールスのボーカリストとして活動している。元メンバーの横山剣（現クレイジーケンバンド）曰く、「芸能界で一番リーゼントが似合う男」であるらしい。
40年以上の活動の中で、唯一脱退せずにクールスの看板を守る象徴的存在である。